# Кизилкогинський сільський округ
Кизилкоги́нський сільський округ (каз. Қызылқоға ауылдық округі, рос. Кызылкогинский сельский округ) — адміністративна одиниця у складі Кзилкогинського району Атирауської області Казахстану. Адміністративний центр та єдиний населений пункт — село Карабау.
Населення — 1346 осіб (2021; 1538 у 2009, 1753 у 1999, 2485 у 1989).
Станом на 1989 рік існувала Кизилкогинська сільська рада (села Карабау, Тайсойган). 1993 року село Тайсойган утворило окремий Тайсойганський сільський округ. 2019 року до складу сільського округу було включене село Бухар.

## Склад
До складу округу входять такі населені пункти:
| Населений пункт | Населення, осіб (1989) | Населення, осіб (1999) | Населення, осіб (2009) | Населення, осіб (2021) |
| --------------- | ---------------------- | ---------------------- | ---------------------- | ---------------------- |
| Бухар, село     | 280                    | 230                    | 118                    | 35                     |
| Карабау, село   | 2205                   | 1523                   | 1420                   | 1311                   |